# Yingo (site web)
Pour l’article homonyme, voir Yingo.
Yingo est un site de commerce électronique basé sur le concept d'achat groupé. L'achat groupé est un type d'achat où un groupe de personnes s'unissent pour obtenir une remise substantielle sur un produit. Le site Yingo est actif dans plusieurs grandes villes dans l'est du Canada. Il a été lancé en avril 2012 à Montréal. Par la suite, il a été rapidement disponible à Laval, Longueuil et Québec (ville). 
Yingo se spécialise dans la promotion de produits et services santé, et verse chaque mois 10 % de ses revenus à une association caritative.

## Collecte de fonds
Chaque mois, Yingo organise une collecte de fonds pour appuyer un différent organisme caritatif québécois. Depuis sa création, l'entreprise a formé des partenariats avec les organismes suivant : la Fondation des Maladies du Cœur, la Fondation Canadienne du Foie, Diabète Québec, la Fondation Fahra, l'Accueil Bonneau, la SPCA, la Société de leucémie et lymphome du Canada, la Fondation de l’Hôpital de Montréal pour enfants et la Croix-Rouge Canadienne.

## Modèle d'achat
Yingo affiche plusieurs offres de produit santé par semaine dans chacun des marchés qu'il dessert. L'offre propose un rabais pouvant varier entre 50 et 90 %. L'offre est affichée sur le site Web de Yingo ainsi qu'envoyée par courrier électronique aux membres qui se sont inscrits sur le site. L'offre indique une description détaillée du produit offert, son prix régulier, le rabais accordé par le fournisseur, le prix après le rabais et le montant du don caritatif.